# Amar Depois de Amar
Amar Depois de Amar é uma telenovela portuguesa produzida pela Plural Entertainment e transmitida pela TVI de 17 de junho de 2019 a 13 de setembro de 2019, substituindo A Teia e sendo substituída por Na Corda Bamba. Trata-se da adaptação do original argentino Amar Después de Amar e foi adaptada por Helena Amaral e Catarina Peixoto.
É protagonizada por Pedro Lima, Dina Félix da Costa, Maria João Pinho e Filipe Vargas.
Foi exibida na TVI Ficção desde 1 de novembro de 2021, em substituição da novela A Teia. Voltou à antena deste último canal em outubro de 2023.

## Sinopse
Raquel (Maria João Pinho) e Gonçalo Macedo (Pedro Lima) são felizes, estão casados há 20 anos e têm dois filhos gémeos: Frederico (Gonçalo Norton) e Alice (Catarina Rebelo). Gonçalo é sócio maioritário de uma empresa de viveiros de ostras e de uma fábrica de distribuição de peixe e marisco. Herdeiro rico, disputa o controlo da empresa com o primo e sócio minoritário, André (Nuno Pardal), que o chantageia e vigariza.
A mãe de Gonçalo, Matilde (Helena Isabel), sempre desconsiderou a nora pela sua leveza de espírito e despreocupação. Quando Gonçalo tem um acidente que o deixa em coma, Matilde tudo fará para "dar cabo" dela e assumir o controlo da empresa familiar.
Marina (Dina Félix da Costa) e Augusto (Filipe Vargas), também casados há 20 anos, têm dois filhos adolescentes: Catarina (Carolina Frias) e Nicolau (Bernardo Faria). Em abono da harmonia familiar, que ambos prezam, o casal tem tentado esquecer as respectivas frustrações profissionais: Augusto é empreiteiro mas gostaria de ser inspector da PJ, como já tinha sido, e Marina queria ser profissional de danças de salão – onde tinha futuro, sobretudo como dançarina de tango – actividade que abandonou por causa dos filhos. Virá ainda a ter um terceiro filho "fora do tempo", o que a impedirá de recomeçar numa idade mais tardia.
Os dois casais conhecem-se e, inicialmente contra a vontade de Augusto, a quem a riqueza de Gonçalo incomoda, e de Gonçalo, a quem a intimidade entre Raquel e Marina incomoda, tornam-se amigos inseparáveis. Raquel encontra em Marina a amiga cúmplice que lhe faltava, mas Gonçalo encontrará nela uma paixão avassaladora e correspondida.
O amor entre os dois, que ambos acreditam ser um segredo absoluto, virá a lume quando sofrem um atentado e um acidente de viação. Marina morre e Gonçalo fica em coma. Nasce aqui uma investigação policial que nos leva ao encontro de quase todos os personagens. Pelo que se vem a descobrir, todos poderiam ter razões para ter praticado aquele crime porque, afinal, todos sabiam mais sobre aquela paixão do que deixavam transparecer – Alice e Nicolau; Xavier (Pompeu José), compadre de Augusto; Aurora (Sofia Nicholson), empregada da fábrica e, principalmente, André, o sinistro primo de Gonçalo.
O inspector da Polícia Judiciária Miguel Meireles (Pedro Teixeira) vai ter um papel preponderante nesta investigação em que investe tudo, também, para tentar animar a mulher, Laura (Fernanda Serrano), que, acima de tudo, deseja ser mãe, sem o conseguir, e se dedica à escrita de uma nova ficção inspirada no crime que atinge Marina e Gonçalo. O envolvimento de Laura neste inquérito ultrapassará em muito o aconselhável e, assim, por-se-á em perigo de vida e porá o casamento em risco.

## Elenco
| Ator/Atriz          | Personagem                       |
| ------------------- | -------------------------------- |
| Pedro Lima (†)      | Gonçalo Macedo                   |
| Dina Félix da Costa | Marina Oliveira                  |
| Maria João Pinho    | Raquel Macedo                    |
| Filipe Vargas       | Augusto Oliveira                 |
| Pedro Teixeira      | Miguel Meireles                  |
| Fernanda Serrano    | Laura Meireles                   |
| Helena Isabel       | Matilde Macedo                   |
| Catarina Rebelo     | Alice Macedo                     |
| Gonçalo Norton      | Frederico Macedo                 |
| Nuno Pardal         | André Macedo                     |
| Carolina Frias      | Catarina Oliveira                |
| Bernardo Lobo Faria | Nicolau Oliveira                 |
| Ana Varela          | Sara Sousa                       |
| Teresa Faria        | Júlia Campos                     |
| Diogo Lopes         | João Paulo Nunes                 |
| Sofia Nicholson     | Aurora Justo                     |
| Dinarte Branco      | Vicente Barrigoto                |
| Isabel Figueira     | Luísa Barrigoto                  |
| Teresa Tavares      | Aline Matias                     |
| Luís Esparteiro     | António Gouveia                  |
| Pedro Almendra      | Ângelo Severino                  |
| Tomás Alves         | Kevin Silva                      |
| João Lagarto        | Joaquim Zorra                    |
| Rodrigo Trindade    | Sebastião Gaio                   |
| Pompeu José         | José Emanuel Xavier              |
| João Didelet        | Joaquim José «Quim Zé» Rodrigues |
| Vicente Wallenstein | Manuel «Mané» António dos Santos |

## Elenco Adicional
| Ator/Atriz               | Personagem                |
| ------------------------ | ------------------------- |
| Luís Nascimento          | "Naruto"                  |
| Alfredo Brito            | Dr. Raimundo              |
| Cristina Cavalinhos      | Miriam                    |
| Diogo Lopes              | João Paulo Nunes          |
| Beatriz Barosa           | Inês                      |
| Rita Cruz                | Enfermeira Eduarda        |
| Miguel Frazão            | Inspetor Osório           |
| João Vicente             | Jesus                     |
| Camila Cerqueira         | Diana (Ex-Amiga de Alice) |
| Maria d'Aires            | Rosa                      |
| Rui Luís Brás            | Fernando Nemésio          |
| Afonso Vilela            | Tomás                     |
| Sandra Celas             | Gabriela                  |
| Sylvie Dias              | Psicóloga de Alice        |
| Tiago Retré              | Cabeças                   |
| Margarida Cardeal        | Marcela                   |
| Luís Garcia              | Bernardo                  |
| Miguel Partidário        | Bruno                     |
| Luís Barros              | Médico                    |
| António Simão            | Agente Guedes             |
| Duarte Victor            | Detetive Privado          |
| Marques D'Arede          | Dr. Paiva                 |
| Maria Emília Correia     | Romana                    |
| Sara Inês                | Recepcionista             |
| Miguel Santiago          | Recepcionista Hotel       |
| Sérgio Silva             | Rodrigo Nunes             |
| Pimpinha Jardim          | Jornalista                |
| Júlia Belard             | Sofia                     |
| Jorge Fernandes          | Dr. Cavaleiro             |
| José Mateus              | Obstetra                  |
| Carla Salgueiro          | Isabel Nunes              |
| Carlos Vieira de Almeida | Médico                    |
| Jorge Albuquerque        | Mauro                     |
| Sara Gonçalves           | Professora Desenho        |
| Manuel Lourenço          | Médico                    |
| Lavínia Moreira          | Paula Cristina            |
| Leonor Biscaia           | Secretária da Aline       |
| Lucas Dutra              | Tiago (Filho de Ângelo)   |
| Inês Fouto               | Falsa Marina              |
| Rosa Villa               | Maria das Dores           |
| Tatiana Figueiredo       | Jornalista                |
| Reginaldo Gomes          | Turista                   |
| Nádia Santos             | Lidia                     |

| Direção de Atores |
| ----------------- |
| Joaquim Horta     |
| Gonçalo Carvalho  |

## Audiências
Na estreia, dia 17 de junho de 2019, Amar Depois de Amar marcou 11,0% de rating e 23,3% de share, com cerca de 1 milhão e 067 mil espectadores, na vice-liderança. Ao fim de 68 episódios exibidos, o episódio final de Amar Depois de Amar registou 9,2% de rating e 20,5% de share, com cerca de 868 mil espectadores, na vice-liderança.
| Média | Média    | Episódios exibidos | Rating | Share | Ref.  |
| ----- | -------- | ------------------ | ------ | ----- | ----- |
| 2019  | Junho    | 10                 | 9,0%   | 19,4% | ...   |
| 2019  | Julho    | 23                 | 9,3%   | 19,2% | [ 3 ] |
| 2019  | Agosto   | 24                 | 8,3%   | 17,8% | [ 4 ] |
| 2019  | Setembro | 11                 | 8,4%   | 17,5% | [ 5 ] |
| Total | Total    | 68                 | 8,8%   | 18,5% |       |

## Curiosidades
- O título "Amar Depois de Amar" da telenovela foi avançado como provisório, e semanas mais tarde, foi confirmado como "Segredos Que Matam" como título oficial, mas a TVI recuou no nome, e decidiu chamá-la de novo "Amar Depois de Amar".
- A atriz Sofia Alves foi convidada para interpretar o papel de Raquel, porém a atriz recusou o papel e acabou por ser substituída por Maria João Pinho.